# Tanyochraethes tildeni
Tanyochraethes tildeni là một loài bọ cánh cứng trong họ Cerambycidae.